# Isole Olen'i
Le isole Olen'i (in russo Острова Оленьи, ostrova Olen'i, in italiano "isola delle renne") sono un gruppo di isole russe che fanno parte dell'arcipelago di Severnaja Zemlja e sono bagnate dal mare di Kara.
Amministrativamente fanno parte del distretto di Tajmyr del Territorio di Krasnojarsk, nel Distretto Federale Siberiano.

## Geografia
Le isole, che non hanno nomi individuali, sono 4 e sono situate a sud della costa sud-orientale dell'isola della Rivoluzione d'Ottobre, a sud del capo Načal'nyj (мыс Начальный, mys Načal'nyj) e del delta del fiume Kurčavaja (река Курчавая, reka Kurčavaja).
La più settentrionale dista 800 m dall'isola della Rivoluzione d'Ottobre, mentre la più meridionale dista circa 4 km; la distanza tra le isole varia dai 150 m ai 700 m. Le isole si sviluppano tutte in direzione ovest-est; la lunghezza di ciascuna, da nord a sud, è rispettivamente di 1,4 km, 2,5 km, 2,1 km e 2,4 km, mentre la larghezza è di 600-700 m per le prime tre e di poco meno di 400 m per l'ultima. Su ciascuna sono presenti delle scogliere che misurano, sempre da nord a sud, 12 m, 5 m, 15 m e 20 m.
L'altezza massima è di 33 m s.l.m. sull'isola più a nord. Su tre delle quattro isole sono presenti dei punti di triangolazione geodetica. Il territorio è completamente libero dal ghiaccio.

## Isole adiacenti
- Isola Bazar (остров Базар, ostrov Bazar), a est.